# Thomas Arnroth
Thomas Lennart Arnroth, född 4 januari 1964 i Norrköping, är en svensk journalist, författare och serietecknare. Han har arbetat för TT Nyhetsbyrån, Aftonbladet och KIT. I Gomorron Sverige har han medverkat som datorspelsrecensent.
Vid Tidskriftspriset 2016 utsågs han till Årets journalist. Priset delades ut av organisationen Sveriges Tidskrifter.

## Biografi
Arnroth var spelrecensent för Förenade Landsortstidningar fram till hösten 1999 när han fortsatte recensera spel för TT Spektra.
Arnroth var recensent och paneldeltagare i datorspelsprogrammet Kontroll när det sändes 2004–2005. När detta program upphört blev han istället spelrecensent i Gomorron Sverige. Han fortsatte som recensent i programmet fram till augusti 2017 när det lades ner.
År 2015 knöts han även till KIT som spelreporter. Han fortsatte skriva för KIT till dess journalistiska verksamhet lades ner 2019.

## Övrigt

### Datorspel
- 2000 – Journalist